# Stephen Warnock
Stephen Warnock (sinh ngày 12 tháng 12 năm 1981) là một cầu thủ bóng đá chuyên nghiệp người Anh đang chơi tại giải Premier League dưới màu áo của câu lạc bộ Derby County trong vị trí tiền vệ lùi. Warnock trưởng thành từ lò đào tại bóng đá trẻ của Liverpool, anh được đôn lên đội hình chính của Liverpool sau đó chuyển sang Coventry City, Bradford City, Blackburn Rovers trước khi về với Aston Villa.
Stephen Warnock ký hợp đồng 2 năm tại Anfield tháng vào tháng 6 năm 2004, anh đã phải nố lực rất nhiều cho một vị trí trong đội hình. Rafael Benitez đã đưa anh vào sân trong một trận đấu tháng 8 năm 2004. Anh đã gây ấn tượng tốt trong chuyến du đấu của câu lạc bộ tại Mỹ và Canada. Mùa giải 2003-04 anh được cho mượn tới câu lạc bộ hạng nhất Coventry City, anh cũng được chơi tại Bradford City trước khi quay trở lại Anfield.

## Thống kê sự nghiệp

### Câu lạc bộ
| Câu lạc bộ          | Câu lạc bộ              | Câu lạc bộ          | Giải đấu       | Giải đấu       | Cúp quốc gia | Cúp quốc gia | Cúp liên đoàn | Cúp liên đoàn | châu Âu | châu Âu | Tổng cộng | Tổng cộng |
| Mùa giải            | Câu lạc bộ              | Giải đấu            | Trận           | Bàn            | Trận         | Bàn          | Trận          | Bàn           | Trận    | Bàn     | Trận      | Bàn       |
| Anh                 | Anh                     | Anh                 | Premier League | Premier League | FA Cup       | FA Cup       | League Cup    | League Cup    | Châu Âu | Châu Âu | Tổng cộng | Tổng cộng |
| ------------------- | ----------------------- | ------------------- | -------------- | -------------- | ------------ | ------------ | ------------- | ------------- | ------- | ------- | --------- | --------- |
| 2002–03             | Bradford City (mượn)    | First Division      | 12             | 1              | 0            | 0            | 0             | 0             | 0       | 0       | 12        | 1         |
| 2003–04             | Coventry City (mượn)    | First Division      | 44             | 3              | 3            | 0            | 2             | 0             | 0       | 0       | 49        | 3         |
| 2004–05             | Liverpool               | Premier League      | 19             | 0              | 1            | 0            | 4             | 0             | 7       | 0       | 31        | 0         |
| 2005–06             | Liverpool               | Premier League      | 20             | 1              | 2            | 0            | 1             | 0             | 6       | 0       | 29        | 1         |
| 2006–07             | Liverpool               | Premier League      | 1              | 0              | 0            | 0            | 3             | 0             | 3       | 0       | 7         | 0         |
| 2006–07             | Blackburn Rovers        | Premier League      | 13             | 1              | 5            | 0            | 0             | 0             | 2       | 0       | 20        | 1         |
| 2007–08             | Blackburn Rovers        | Premier League      | 37             | 1              | 0            | 0            | 2             | 0             | 5       | 1       | 44        | 2         |
| 2008–09             | Blackburn Rovers        | Premier League      | 37             | 3              | 3            | 0            | 3             | 0             | 0       | 0       | 43        | 3         |
| 2009–10             | Aston Villa             | Premier League      | 30             | 0              | 6            | 0            | 5             | 1             | 0       | 0       | 41        | 1         |
| 2010–11             | Aston Villa             | Premier League      | 19             | 0              | 0            | 0            | 2             | 0             | 1       | 0       | 22        | 0         |
| 2011–12             | Aston Villa             | Premier League      | 35             | 2              | 2            | 0            | 1             | 0             | 0       | 0       | 38        | 2         |
| 2012–13             | Bolton Wanderers (mượn) | Championship        | 15             | 0              | 0            | 0            | 0             | 0             | 0       | 0       | 15        | 0         |
| 2012–13             | Leeds United            | Championship        | 16             | 1              | 1            | 0            | 0             | 0             | 0       | 0       | 17        | 1         |
| 2013–14             | Leeds United            | Championship        | 27             | 1              | 0            | 0            | 1             | 0             | 0       | 0       | 28        | 1         |
| 2014–15*            | Leeds United            | Championship        | 21             | 1              | 0            | 0            | 1             | 0             | 0       | 0       | 22        | 1         |
| Tổng cộng           | Anh                     | Anh                 | 335            | 15             | 22           | 0            | 25            | 1             | 24      | 1       | 406       | 17        |
| Tổng cộng sự nghiệp | Tổng cộng sự nghiệp     | Tổng cộng sự nghiệp | 335            | 15             | 22           | 0            | 25            | 1             | 24      | 1       | 406       | 17        |

- - indicates Current Season, still taking place (figures correct as of 25/10/14)